# Schistophleps simillima
Schistophleps simillima là một loài bướm đêm thuộc phân họ Arctiinae, họ Erebidae.